# Пироженко, Александр Алексеевич
Александр Алексеевич Пироженко (6 августа 1928, с. Троицкое, Одесский округ — 12 декабря 2012, Владивосток) — советский генерал-майор, начальник Уссурийского суворовского военного училища (1975—1985).

## Биография
Родился в крестьянской семье. Окончил 8 классов Троицкой средней школы. В 1948 году поступил в Одесское пехотное училище им. К. Е. Ворошилова, которое окончил в 1951 году, затем служил в этом же училище командиром взвода курсантов.
В 1965 году окончил Военную Академию им. М. В. Фрунзе. С 1966 года — командир мотострелкового полка в Одесском военном округе, с 1970 года — заместитель командира дивизии. С 1972 года — командир мотострелковой дивизии (Красная Речка (Хабаровск), Дальневосточный военный округ). В 1975—1985 годах — начальник Уссурийского суворовского военного училища.
В 1985 году уволен в запас по болезни.
Похоронен на Морском кладбище Владивостока.

## Награды
- орден Красного Знамени
- медали
- Отличник народного образования РСФСР